# Boliwijskie odznaczenia

## Boliwia
| Baretka                                                             | Nazwa polska                                                                   | Nazwa hiszpańska                                                                              | Ustanowiono                                                         |  |
| Odznaczenie noszone wyłącznie przez urzędującego prezydenta Boliwii | Odznaczenie noszone wyłącznie przez urzędującego prezydenta Boliwii            | Odznaczenie noszone wyłącznie przez urzędującego prezydenta Boliwii                           | Odznaczenie noszone wyłącznie przez urzędującego prezydenta Boliwii |  |
| ------------------------------------------------------------------- | ------------------------------------------------------------------------------ | --------------------------------------------------------------------------------------------- | ------------------------------------------------------------------- |  |
|                                                                     | Medal Prezydenta Boliwii                                                       | Medalla Presidencial de Bolivia                                                               | 1825                                                                |  |
| Pozostałe ordery i odznaczenia                                      |                                                                                |                                                                                               |                                                                     |  |
|                                                                     | Order Narodowy Kondora Andów – Wielki Łańcuch                                  | Orden Nacional del Cóndor de los Andes – Gran Collar                                          | 1925/1966*                                                          |  |
|                                                                     | Order Narodowy Kondora Andów – Krzyż Wielki                                    | Orden Nacional del Cóndor de los Andes – Gran Cruz                                            | 1925                                                                |  |
|                                                                     | Order Narodowy Kondora Andów – Wielki Oficer                                   | Orden Nacional del Cóndor de los Andes – Gran Oficial                                         | 1925                                                                |  |
|                                                                     | Order Narodowy Kondora Andów – Komandor                                        | Orden Nacional del Cóndor de los Andes – Comendador                                           | 1925                                                                |  |
|                                                                     | Order Narodowy Kondora Andów – Oficer                                          | Orden Nacional del Cóndor de los Andes – Oficial                                              | 1925                                                                |  |
|                                                                     | Order Narodowy Kondora Andów – Kawaler                                         | Orden Nacional del Cóndor de los Andes – Caballero                                            | 1925                                                                |  |
|                                                                     | Order Zasługi Cywilnej Wyzwoliciela Simona Bolivara – Krzyż Wielki             | Orden al Mérito Civil del Libertador Simón Bolivar – Gran Cruz                                | 1986                                                                |  |
|                                                                     | Order Zasługi Cywilnej Wyzwoliciela Simona Bolivara – Komandor                 | Orden al Mérito Civil del Libertador Simón Bolivar – Comendador                               | 1986                                                                |  |
|                                                                     | Order Zasługi Cywilnej Wyzwoliciela Simona Bolivara – Oficer                   | Orden al Mérito Civil del Libertador Simón Bolivar – Oficial                                  | 1986                                                                |  |
|                                                                     | Legia Honorowa „Marszałek Andrés de Santa Cruz y Calahumana” – Krzyż Wielki    | Legión de Honor “Mariscal Andrés Santa Cruz y Calahumana” – Gran Cruz                         | 2004                                                                |  |
|                                                                     | Legia Honorowa „Marszałek Andrés de Santa Cruz y Calahumana” – Wielki Oficer   | Legión de Honor “Mariscal Andrés Santa Cruz y Calahumana” – Gran Oficial                      | 2004                                                                |  |
|                                                                     | Legia Honorowa „Marszałek Andrés de Santa Cruz y Calahumana” – Komandor        | Legión de Honor “Mariscal Andrés Santa Cruz y Calahumana” – Comendador                        | 2004                                                                |  |
|                                                                     | Legia Honorowa „Marszałek Andrés de Santa Cruz y Calahumana” – Oficer          | Legión de Honor “Mariscal Andrés Santa Cruz y Calahumana” – Oficial                           | 2004                                                                |  |
|                                                                     | Legia Honorowa „Marszałek Andrés de Santa Cruz y Calahumana” – Kawaler         | Legión de Honor “Mariscal Andrés Santa Cruz y Calahumana” – Caballero                         | 2004                                                                |  |
|                                                                     | Order Zasługi Wojskowej                                                        | Orden al “Mérito Militar”                                                                     | 1927                                                                |  |
| w przygot.                                                          | Order Zasługi Nauczycielskiej                                                  | Orden del Mérito del Maestro                                                                  | 1937                                                                |  |
|                                                                     | Wielki Boliwiański Order Edukacji – Krzyż Wielki                               | Gran Orden Boliviana de la Educación – Gran Cruz                                              | 1951                                                                |  |
|                                                                     | Wielki Boliwiański Order Edukacji – Wielki Oficer                              | Gran Orden Boliviana de la Educación – Gran Oficial                                           | 1951                                                                |  |
|                                                                     | Wielki Boliwiański Order Edukacji – Komandor                                   | Gran Orden Boliviana de la Educación – Comendador                                             | 1951                                                                |  |
|                                                                     | Wielki Boliwiański Order Edukacji – Oficer                                     | Gran Orden Boliviana de la Educación – Oficial                                                | 1951                                                                |  |
|                                                                     | Wielki Boliwiański Order Edukacji – Kawaler                                    | Gran Orden Boliviana de la Educación – Caballero                                              | 1951                                                                |  |
|                                                                     | Order Zasługi Morskiej                                                         | Orden al Mérito Naval                                                                         | 1965                                                                |  |
|                                                                     | Order Zasługi Lotniczej                                                        | Orden al Mérito Aeronáutico                                                                   | 1965                                                                |  |
| w przygot.                                                          | Order Zdrowia Publicznego                                                      | Orden de la Salud Pública                                                                     | 1965                                                                |  |
| bez wstążki                                                         | Order Pracy                                                                    | Orden del Trabajo                                                                             | 1970                                                                |  |
| w przygot.                                                          | Order Boliwijski Zasługi Przemysłowej                                          | Orden Boliviana al Mérito Comercial                                                           | 1993                                                                |  |
| w przygot.                                                          | Order Zasługi „Ojciec Luis Espinal Camps”                                      | Orden al Mérito “Padre Luis Espinal Camps”                                                    | 2015                                                                |  |
| w przygot.                                                          | Order Boliwijskiej Policji Narodowej                                           | Orden de la Policía Nacional de Bolivia                                                       | 1961                                                                |  |
| w przygot.                                                          | Krzyż za Długoletnią Służbę (w policji)                                        | La Cruz de Servicios Distinguidos                                                             | 1961                                                                |  |
| w przygot.                                                          | Medal Kongresu (dla policji)                                                   | La Medalla del Congreso                                                                       | 1961                                                                |  |
| w przygot.                                                          | Medal Zasługi                                                                  | Medalla al Mérito                                                                             | 1968                                                                |  |
| w przygot.                                                          | Medal Postępu Turystyki                                                        | Medalla al Progreso por el Turismo                                                            | 1968                                                                |  |
|                                                                     | Medal Zasługi Sportowej                                                        | Medalla al Mérito Deportivo                                                                   | 1968                                                                |  |
|                                                                     | Odznaczenie „Brązowy Krzyż” (za wojnę o Chaco 1932–1935)                       | Condecoracion "Cruz de Bronce" (por la Guerra del Chaco 1932–1935)                            | 1956                                                                |  |
| w przygot.                                                          | Odznaczenie „Krzyż Wielki Boquerón”                                            | Condecoración de la “Gran Cruz de Boquerón”                                                   | 1964                                                                |  |
|                                                                     | Odznaczenie za Zasługi Wojskowe „Bohater Wyzwolenia Generał José Miguel Lanza” | Condecoracion al Mérito Militar “Prócer de la Libertad General de División José Miguel Lanza” | 1965                                                                |  |
| w przygot.                                                          | Odznaczenie „Prezydent Republiki”                                              | Condecoración “Presidente de la República”                                                    | 1968                                                                |  |
|                                                                     | Odznaczenie „Złota Bandera” Senatu Narodowego Boliwii                          | Condecoración "Bandera de oro" del Senado Nacional de Bolivia                                 | 2002                                                                |  |
| w przygot.                                                          | Odznaczenie „Bohaterka lub Bohater Obrony Zasobów Naturalnych”                 | Condecoración “Heroína o Héroe de la Defensa de los Recursos Naturales”                       | 2016                                                                |  |
| w przygot.                                                          | Odznaczenie Ernesta Guevary de la Serny „El Che”                               | Condecoración Ernesto Guevara de la Serna “El Che”                                            | 2017                                                                |  |
| Odznaczenia sprzed II wojny światowej                               |                                                                                |                                                                                               |                                                                     |  |
|                                                                     | Legia Honorowa Boliwijska                                                      | Legión de Honor Boliviana”                                                                    | 1835                                                                |  |
| w przygot.                                                          | Krzyż Kolumba                                                                  | Cruz de Colón                                                                                 | 1892                                                                |  |
| w przygot.                                                          | Krzyż Zasługi Wojskowej                                                        | Cruz “Al Mérito Militar”                                                                      | 1932                                                                |  |
| w przygot.                                                          | Medal Zasługi Wojskowej                                                        | Medalla “Al Mérito Militar”                                                                   | 1932                                                                |  |
| w przygot.                                                          | Odznaka Rannych w Działaniach Wojennych                                        | Placa para Heridos en Acciones de Guerra                                                      | 1932                                                                |  |
| w przygot.                                                          | Medal Wojenny za Kampanię w Chaco                                              | Medalla de Guerra en la Campaña del Chaco                                                     | 1935                                                                |  |
| w przygot.                                                          | Medal Zwycięzców w Kampaniach Konfederacji Peruwiańsko-Boliwijskiej            | Medalla a los Vencedores en las Campañas de la Confederación Peruano-Boliviana                | 1836–1839                                                           |  |
| w przygot.                                                          | Medal Zwycięzców spod Ingavii                                                  | Medalla a los Vencedores de Ingavi                                                            | 1841                                                                |  |
| w przygot.                                                          | Medal Kampanii na Pacyfiku                                                     | Medalla de la Campaña del Pacifico                                                            | 1884                                                                |  |
| w przygot.                                                          | Medal Kampanii w Acre                                                          | Medalla de la Campaña del Acre                                                                | 1900                                                                |  |

* data ostanowienia orderu/klasy orderu